# Sveta Petka (Bujanovac)
Pour les articles homonymes, voir Sveta Petka.
Sveta Petka (en serbe cyrillique : Света Петка) est un village de Serbie situé dans la municipalité de Bujanovac, district de Pčinja. En 2002, il comptait 334 habitants, dont 333 Serbes (99,70 %).
En septembre 2011, l'assemblée des députés albanais de Preševo, Bujanovac et Medveđa a incité les Albanais de Serbie à boycotter le recensement prévu pour le mois d'octobre de cette année-là ; de ce fait, aucun chiffre de population n'a été communiqué pour les localités de la municipalité de Bujanovac.

## Démographie
| 1948 | 1953 | 1961 | 1971 | 1981 | 1991 | 2002 |
| ---- | ---- | ---- | ---- | ---- | ---- | ---- |
| 323  | 341  | 319  | 295  | 308  | 307  | 334  |

|  |